# Laas Caanood
Laas Caanood (arab. لاسعنود, Las Anud) – miasto w północno-zachodniej Somalii, na terenie Khaatumo. Według danych na rok 2008 miasto liczyło 40 579 mieszkańców. Terytorium sporne między Somalilandem, Puntlandem i Khaatumo. Stolica dystryktu Laas Caanood.

## Historia

### Wojna w 2023 roku
Pod koniec 2022 roku, przez Somaliland przetoczyły się protesty wzywające do zjednoczenia z resztą Somalii, które objęły także Laas Caanood. Władze Somalilandu odpowiedziały siłą na zamieszki, co doprowadziło do śmierci 20 osób w mieście i wycofania z niego wojska, w celu zapobiegnięcia przemocy. Doprowadziło to,6 kwietnia 2023, do ogłoszenia przez starszyznę klanu Dhulbahante utworzenia "SSC-Khatumo" wewnątrz Somalii i rozpoczęcia walk o Laas Caanood. Do 25 sierpnia tego roku, siły SSC-Khatumo wyparły wojska somalilandzkie z miasta, które powróciło tym samym pod władzę rządu w Mogadiszu.